# 科洛佳茲內 (羅夫諾州)
50°55′0″N 26°53′1″E / 50.91667°N 26.88361°E
科洛佳茲内（烏克蘭語：Колодязне），是烏克蘭的村落，位於該國西北部羅夫諾州，由羅夫諾區别列兹诺市镇負責管轄，始建於1410年，面積1.35平方公里，海拔高度176米，2001年人口1,430，人口密度每平方公里1,059.3人。